# Resolució 269 del Consell de Seguretat de les Nacions Unides
La Resolució 269 del Consell de Seguretat de les Nacions Unides, aprovada el 12 d'agost de 1969, va condemnar el govern de Sud-àfrica per la seva negativa a complir amb la Resolució 264 del Consell de Seguretat de les Nacions Unides, decidint que l'ocupació continuada d'Àfrica del Sud-oest (ara Namíbia) va ser una invasió agressiva per l'autoritat de les Nacions Unides. La resolució també va demanar a Sud-àfrica que suprimís la seva administració d'Àfrica del Sud-oest abans del 4 d'octubre de 1969, i va demanar a tots els estats que s'abstinguessin de les relacions amb qualsevol dels països i que consideressin que es tractaria d'una nova reunió si la resolució no s'aplica per debatre les accions que el Consell podria adoptar.
La resolució va ser aprovada per 11 vots contra cap; Finlàndia, França, Regne Unit i Estats Units es van abstenir de votar.